# Stivašnica
Stivašnica falu Horvátországban Šibenik-Knin megyében. Közigazgatásilag Rogoznicához tartozik.

## Fekvése
Šibeniktől légvonalban 24, közúton 36 km-re délre, községközpontjától légvonalban 4, közúton 10 km-re délkeletre, Dalmácia középső részén, a Stivašnica-öböl partján fekszik.

## Története
Az 1970-es években keletkezett turistatelepként, amikor a Stivašnica-öbölben egyre több hétvégi ház és nyaraló épült. A horvát közigazgatási átrendezés előtt a régi Šibenik községhez tartozott. Önálló lakott településként csak a 2011-es népszámlálás óta tartják számon. Korábban lakosságát Ražanjhoz számították. Lakossága 2011-ben 47 fő volt, akik főként a turizmusból éltek. Egy élelmiszerbolt található a településen.

## Lakosság
| Lakosság változása | Lakosság változása | Lakosság változása | Lakosság változása | Lakosság változása | Lakosság változása | Lakosság változása | Lakosság változása | Lakosság változása | Lakosság változása | Lakosság változása | Lakosság változása | Lakosság változása | Lakosság változása | Lakosság változása | Lakosság változása |
| ------------------ | ------------------ | ------------------ | ------------------ | ------------------ | ------------------ | ------------------ | ------------------ | ------------------ | ------------------ | ------------------ | ------------------ | ------------------ | ------------------ | ------------------ | ------------------ |
| 1857               | 1869               | 1880               | 1890               | 1900               | 1910               | 1921               | 1931               | 1948               | 1953               | 1961               | 1971               | 1981               | 1991               | 2001               | 2011               |
| 0                  | 0                  | 0                  | 0                  | 0                  | 0                  | 0                  | 0                  | 0                  | 0                  | 0                  | 0                  | 0                  | 0                  | 0                  | 47                 |

(Lakosságát 2011-ig Ražanjhoz számították.)

## Nevezetességei
A település a Stivasnica nevű festői öbölben fekszik, ahol kristály tiszta tengert, sziklás strandot, valamint teljes nyugalmat és csendet találhatunk. Az öböl távol van a nagyobb idegenforgalmi helyek zajától és tömegétől. A fürdésen kívül a kristály tiszta víz és a tagolt tengerpart ideális a búvárkodásra és a halászatra. A Stivasnica-öbölben több magánszállás és apartman is található.